# Mierag, Bihor
Mierag este un sat în comuna Tărcaia din județul Bihor, Crișana, România. Biserica de lemn din localitate, cu hramul  "Adormirea Maicii Domnului" este monument istoric.